# Pile (pont)
Pour les articles homonymes, voir Pile.
La pile d'un pont est un appui intermédiaire supportant le tablier de l’ouvrage. Il s’agit d’un appui massif et permanent, par opposition aux palées qui sont des appuis plus légers et temporaires.

Configuration classique de franchissement autoroutier : voiles en axes, colonnes en rives

## Histoire

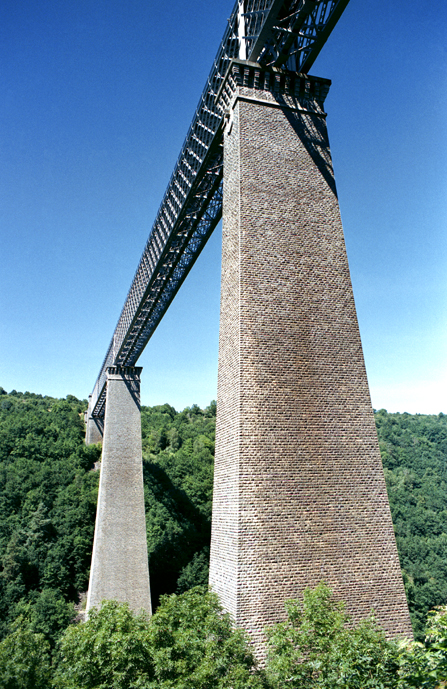
Viaduc des Fades - Les piles en maçonnerie traditionnelle les plus hautes jamais construites (92 m)

Jusqu’à l’apparition du béton et de l’utilisation de la fonte puis de l’acier, les ponts étaient en maçonnerie. Les ponts romains étaient robustes, en plein cintre, et reposaient sur des piles épaisses, d'une largeur égale à environ la moitié de l'ouverture de la voûte.
Ce n’est qu’à partir de 1750, avec Jean-Rodolphe Perronet, que l’épaisseur des piles va pouvoir être réduite. Alors qu'il est considéré comme une règle absolue de leur donner une épaisseur égale au cinquième de la portée, Perronet propose et réussit à faire admettre l'adoption d'épaisseurs égales au dixième de la portée et de surbaissements variant entre 1/5e et 1/7e. Ces allègements permettent de réduire de façon importante l'obstacle à l'écoulement des eaux constitué par l'ouvrage,. Avec 92 mètres de hauteur, les piles du viaduc des Fades en France, inauguré le 10 octobre 1909, sont les piles en maçonnerie traditionnelle les plus hautes jamais construites.
Un progrès considérable est ensuite fait grâce à l'invention du ciment naturel moderne découvert en 1791 par James Parker en Angleterre et surtout grâce aux travaux de Louis Vicat en France (1813-1818) qui pose les bases de l'industrie des liants hydrauliques et donc du béton. L’alliance avec l’acier voit naître le béton armé qui permet la réalisation d'ouvrages de plus en plus hardis et économiques. Paul Séjourné sera le dernier grand théoricien des ponts en maçonnerie et ses méthodes et formules de calcul des piles demeurent toujours d’actualité.
Les piles vont alors gagner en finesse et en hauteur. Dès 1937, une hauteur considérable est atteinte avec le pont du Golden Gate Bridge, aux États-Unis qui présente des pylônes de 230 mètres de hauteur.
Un nouveau bond en avant va se produire avec l’apparition de deux nouvelles technologies : le béton précontraint mis au point par Eugène Freyssinet en 1928 puis le béton hautes performances dans les années 1980. La combinaison des deux va permettre la réalisation des piles de très grande hauteur.

## Piles en maçonnerie

### Morphologie

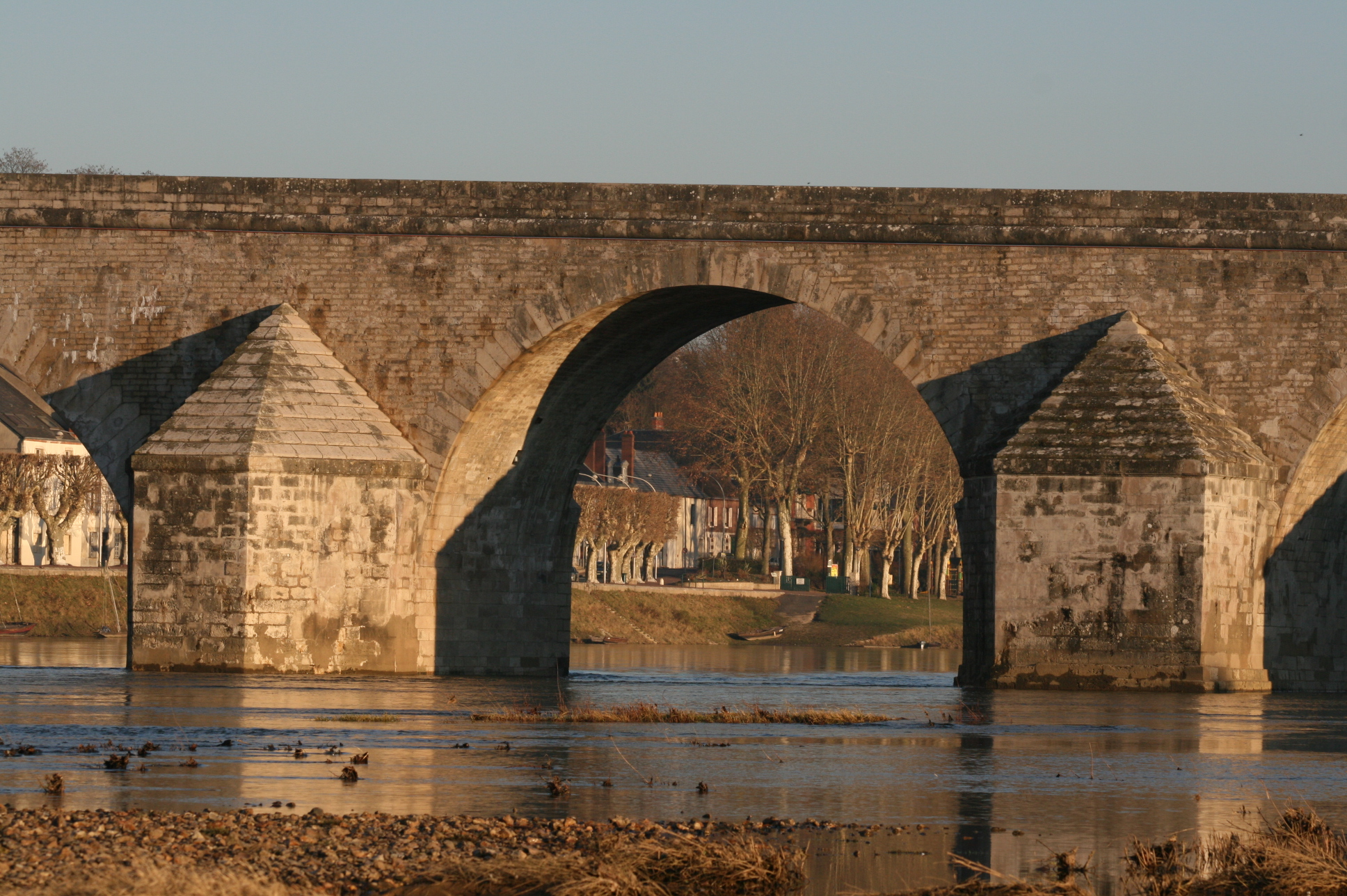
Pont de Gien (Loiret- France)- Piles en maçonnerie, protégées ici en aval par des arrière-becs

On distingue dans les piles de ponts en maçonnerie une partie résistante et une partie remplissage :
- La périphérie des fûts sur une certaine épaisseur constitue la partie résistante, réalisée en moellons d'appareil dans les angles et en moellons équarris ou même en moellons bruts.
- Le remplissage, au cœur de l'appui, est constitué de moellons bruts ou de tout venant liés ou non par du mortier, n'offrant pas de caractéristiques particulières de résistance mécanique et pouvant même parfois être de qualité très médiocre et très hétérogène.

### Calcul
Les dimensions des appuis résultent de la prise en compte de quatre critères : la stabilité au renversement, la résistance à la compression de la maçonnerie de l'appui, la pression admissible sur le sol, et l'esthétique.
Mais les piles des premiers ponts n’étaient pas calculées et les caractéristiques des ouvrages résultaient de formules empiriques. Les piles des premiers ouvrages étaient d’une grande robustesse de façon à assurer la stabilité de l'appui en phase de construction : chaque pile était autostable sous la poussée de la voûte déjà construite. Par la suite, l'évolution technique, comme la construction simultanée des voûtes, a permis de les affiner.
L’épaisseur des piles au droit de la ligne des naissances de voûtes est donnée par les formules de Paul Séjourné.

### Piles basses
Dans ce cas, la hauteur de l’ouvrage, mesurée entre le dessus du tablier et le sol, est comprise entre les valeurs a/3 et a/2, où a désigne l’ouverture de l’arche, qui est en général un arc de cercle ou un arc d’ellipse.
L’épaisseur e de la pile dépend uniquement de la portée des arches : a/10 < e < a/8.

### Piles hautes
La hauteur totale de l’ouvrage est ici généralement comprise entre 1,5 a et 2,5 a.
Les arches sont en plein cintre et leur épaisseur E dépend à la fois de la portée a des arches et de la hauteur H de l’ouvrage :

Si H = 2,5 a, E = 0,1 a + 0,04H 

Si H < 2,5 a, E = 0,125 a + 0,04H
Toutefois si la portée a est faible (a<8 m), il sera préférable de prendre pour E la formule suivante : E = 0,15 a +0,4

## Piles en béton

Différents types de voiles

La plupart des piles des ponts modernes sont en béton armé, ou en béton précontraint pour les plus grands ouvrages. Deux types de formes sont principalement rencontrées : les colonnes ou les voiles.
Chaque appui peut être composé d'un ou plusieurs voiles ou colonnes. Les voiles de forme standard que l’on peut rencontrer sur la plupart des autoroutes sont représentés dans l’illustration ci-contre.
Les colonnes, étant des parements vus, font souvent l’objet d’une recherche architecturale. Celle-ci peut se traduire par une section différente du disque classique ou par des parements spécifiques. On parle alors de béton architecturé.
Quelques ouvrages présentent des formes de piles différentes de ces deux formes classiques que sont la colonne ou le voile. Le tablier du pont de l'Europe à Orléans s’appuie ainsi sur des piles tripodes particulièrement originales.

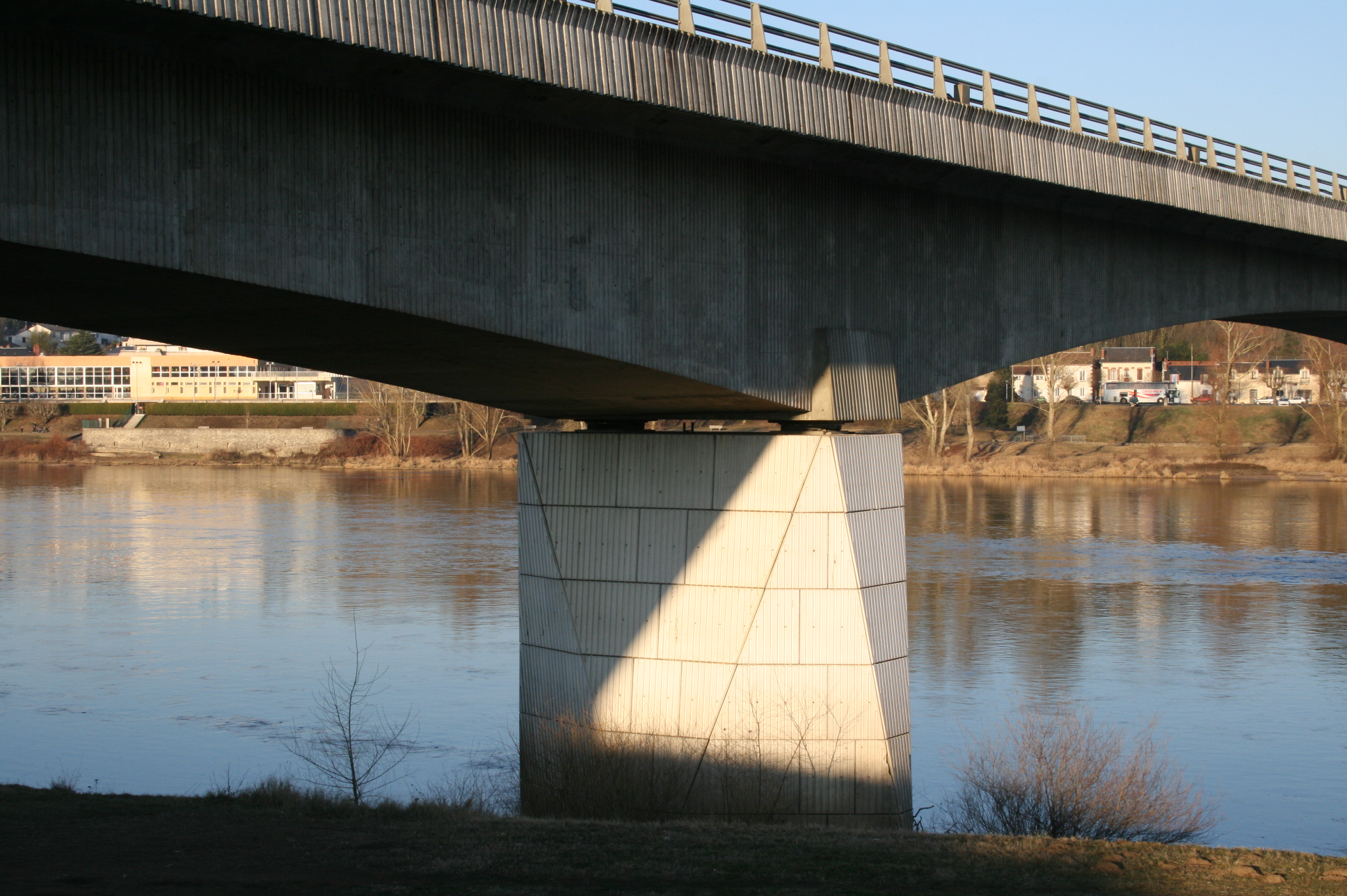
Nouveau pont de Gien - Loiret
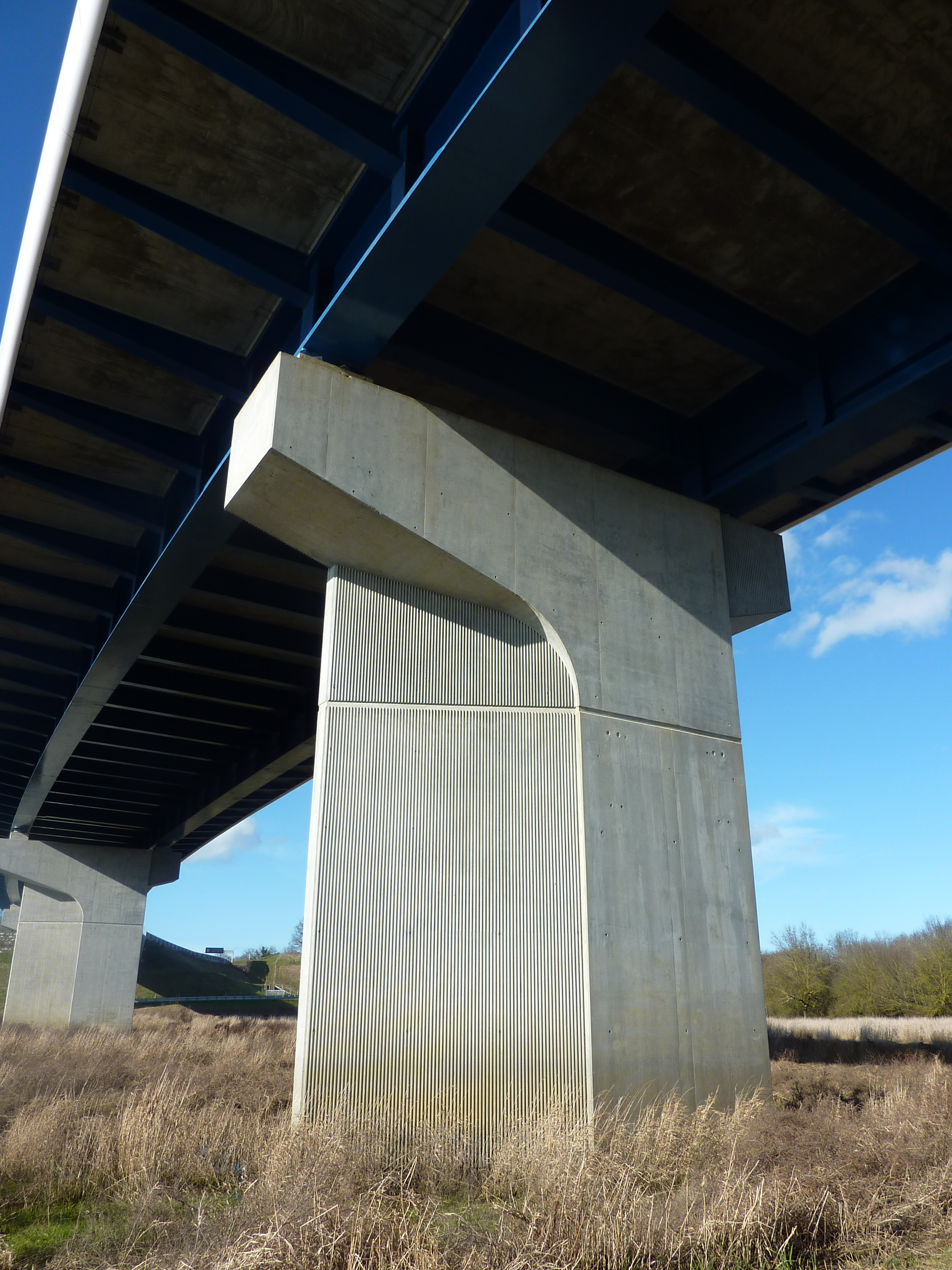
Viaduc de la Maine
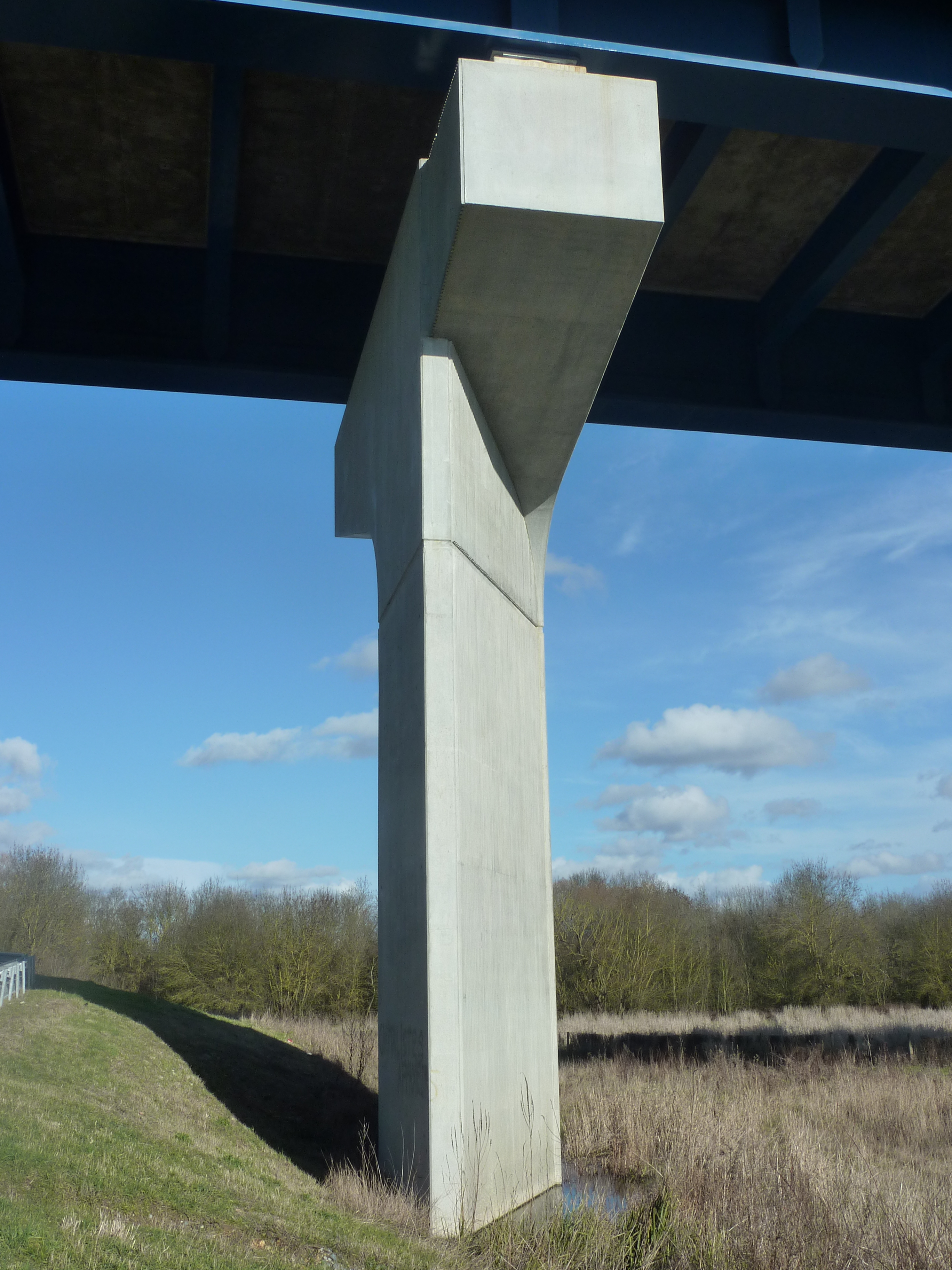
Viaduc de la Maine
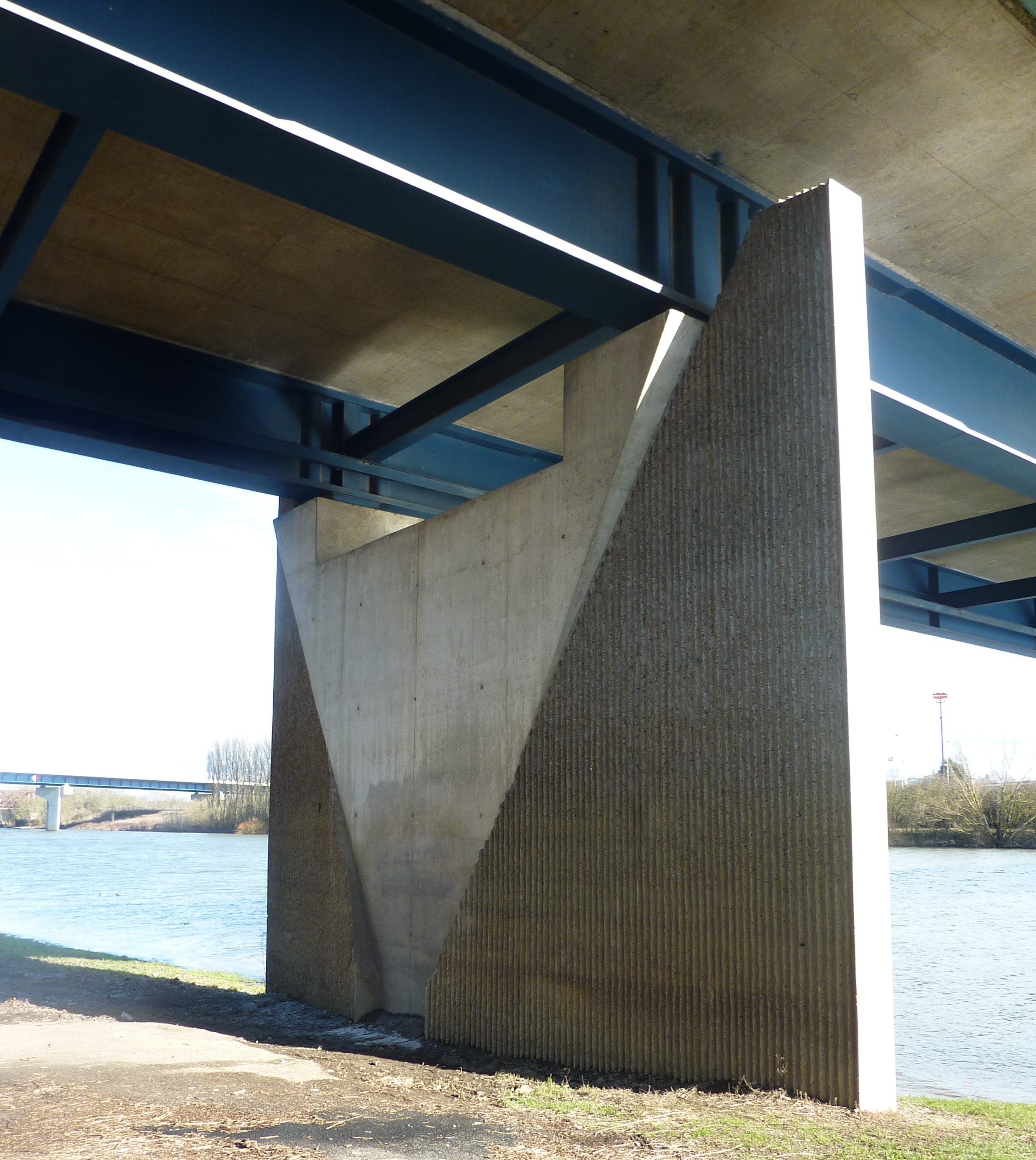
Pont Jean-Moulin (Angers)

## Piles de grande hauteur
On parle de pile de grande hauteur lorsque celle-ci est supérieure à 70 m. L'élancement, rapport du diamètre maximal du fût à la hauteur de la pile, est en général inférieur ou égal au 1 /10°. La compression qui s’exerce en pied de pile est accentuée tant par le poids propre de la pile que par le poids de tablier supporté, dans la mesure où grande hauteur s'associe généralement, pour des raisons architecturales, à grande portée. II s'agit donc d'un domaine de valorisation logique voire privilégié des bétons de haute performance.

### Les bétons utilisés
Les bétons hautes performances sont fabriqués en diminuant la porosité du béton, ce qui revient à diminuer le rapport E/C de la masse d'eau à celle de ciment pour 1 m3 de béton. Un rapport E/C inférieur à 0,4 correspond en général, avec les ciments courants, au domaine des BHP (la résistance dépasse alors 50 MPa). Dans la pratique, pour pallier la diminution de maniabilité du béton due aux faibles rapports E/C, on a recours à des superplastifiants pour défloculer les fines (ciment, additions minérales, ultrafines) .
Les piles du pont de Tanus (1998 - 106 m) ont ainsi été construites avec du B40, celles du viaduc de Verrières (2001 - 138 m) avec du B50, celles du viaduc de Millau (2004 - 245 m) avec du B60, celles du pont sur l'Elorn (1994 - 114 m) avec du B80, qui s'est avéré avoir une résistance de 100 MPa.
Plus le béton est dense et plus la réaction exothermique est importante. Pour le pont sur l'Elorn, les coffrages ont ainsi été gardés 3 jours en place pour éviter les chocs thermiques sur les façades extérieures. La température au cœur du béton atteignait 70 °C peu après sa prise. Pour pallier cette difficulté et éviter les gonflements internes, un ciment spécial à faible teneur en alcalins a été utilisé.
La composition du béton BHP80 utilisé pour le pont de l'Elorn était la suivante :
- Ciment de Saint-Vigor CPA HP PM : 150 kg/m3
- Sable 0/4 de Saint-Renan : 744 kg/m3
- Gravier 4/10 de Kerguillo : 423 kg/m3
- Gravier 10/16 de Kerguillo : 634 kg/m3
- Fumée de silice (8 %) : 36 kg/m3
- Plastifiant (3,95 %) : 18 kg/m3
- Retardateur de prise : 1,6 kg/m3
- Eau (rapport E/C = 0,32) : 132 kg/m3

### Méthode de construction
Deux méthodes de construction peuvent être utilisées pour réaliser des piles de grande hauteur :
- Le coffrage grimpant ou autogrimpant est la méthode la plus utilisée en France. Le coffrage s’appuie sur la partie déjà bétonnée pour se hisser d’une hauteur déterminée. Des reprises de bétonnage sont toutefois nécessaires à chaque arrêt de bétonnage[13]. Les piles du viaduc de Millau[14] et du viaduc de Verrières[15] ont été construites selon cette méthode.
- Le coffrage glissant consiste à déplacer un coffrage de manière continue à une vitesse comprise entre 10 et 30 cm par heure. Cette technique permet d’éviter les reprises de bétonnage[16]. Le pont Tsing Ma (1997) à Hong Kong, le pont de Skarnsundet (1991) ou le pont de Helgeland (1990) en Norvège ont été construits avec cette méthode[13].

### Les plus grandes piles au monde
Les ouvrages présentant les piles les plus hautes au monde sont concentrés en Europe et plus précisément en France, en Allemagne et en Autriche. Le premier d’entre eux est le viaduc de Millau qui possède la pile la plus haute au monde et deux autres dans les neuf premières. La liste des quinze plus grandes piles figure ci-après.
| Rg | Pont                    | Pile     | Hauteur  | Type                   | Constr. | Pays      | Région/ Ville        | Fonction    |
| -- | ----------------------- | -------- | -------- | ---------------------- | ------- | --------- | -------------------- | ----------- |
| 1  | Viaduc de Millau        | P2       | 244,8 m  | Pont à haubans         | 2004    | France    | Millau               | Autoroutier |
| 2  | Viaduc de Millau        | P3       | 221,7 m  | Pont à haubans         | 2004    | France    | Millau               | Autoroutier |
| 3  | Viaduc de Kochertal     | P4 et P5 | 176 m    | Pont à poutres         | 1979    | Allemagne | vallée du Kocher     | Autoroutier |
| 5  | Viaduc de Lavant        | P3 et P4 | 165 m    | Pont à poutres         | 1981    | Autriche  | Twimberg             | Autoroutier |
| 6  | Viadotto Rago           | P2       | 150 m    | Pont en poutre-caisson | 1974    | Italie    | Morano Calabro       | Autoroutier |
| 7  | Pont de l’Europe        | P4       | 146,5 m  | Pont en poutre-caisson | 1963    | Autriche  | Autoroute du Brenner | Autoroutier |
| 8  | Viadotto Italia         | P3       | 145 m    | Pont en poutre-caisson | 1974    | Italie    | Laino Borgo          | Autoroutier |
| 9  | Viaduc de Millau        | P4       | 144,55 m | Pont à haubans         | 2004    | France    | Millau               | Autoroutier |
| 10 | Viaduc de Verrières     | P3       | 143 m    | Pont en poutre-caisson | 2002    | France    | Verrières            | Routier     |
| 11 | Viaduc de Verrières     | P2       | 141 m    | Pont en poutre-caisson | 2002    | France    | Verrières            | Routier     |
| 12 | Pont de l’Europe        | P3       | 136,5 m  | Pont à poutres         | 1963    | Autriche  | Autoroute du Brenner | Autoroutier |
| 13 | Viaduc de Millau        | P5       | 136,4 m  | Pont à haubans         | 2004    | France    | Millau               | Autoroutier |
| 14 | Viaduc de Weitigen      | P2       | 127 m    | Pont en poutre-caisson | 1978    | Allemagne | Neckar               | Routier     |
| 15 | Viaduc du Pays de Tulle | P4       | 124 m    | Pont à poutres         | 2002    | France    | Tulle                | Autoroutier |